# Падерборн, Оливер фон
Оливер фон Падерборн (Oliver Von Paderborn, также известный как Thomas Olivier; Thomas Oliviera; Tommaso Oliviero di Sassonia; Oliver de Sachse; Oliver Saxo; Oliverius Saxus,  Oliver Scholastic, а также как Oliver, Oliviero без указания фамилии) — католический церковный деятель XIII века. В 1196 году стал каноником Падерборнского кафедрального собора, а 23 марта 1223 года — князем-епископом Падерборна. На консистории 28 сентября 1225 года был провозглашен кардиналом-епископом Сабины. Участвовал в выборах папы 1227 года (Григорий IX). Предполагаемый соавтор или продолжатель «Истории Иерусалимской» Жака де Витри.